# OpenURL
OpenURL ist ein Standard zur Angabe von Metadaten in einer  URL, um unabhängig vom aktuellen Speicherort auf elektronische Dokumente zu verlinken.
OpenURL wurde von der National Information Standards Organization (NISO) als Standard ANSI/NISO Z39.88 entwickelt. Am 22. Juni 2006 wurden Pflege und Entwicklung des Standards an das OCLC übertragen.

## Motivation
Die Idee von OpenURL ist beeinflusst von Ted Nelsons Ansatz im Projekt Xanadu, einem der ersten Hypertextsysteme. In diesem System wird zwischen dem Resource Identifier (URI) und dem Resource Locator (URL) unterschieden. Eine Ressource (etwa ein Dokument) ist durch den Resource Identifier eindeutig zu identifizieren. Wird die Ressource angefordert (das Dokument wird geladen), so wird diese über den Resource Locator bezogen. Hierbei wird der Resource Identifier an einen Resolution Service geschickt, der aus dem Resource Identifier den „bestmöglichen“ Resource Locator ermittelt.
Im Design des World Wide Web wird wegen dessen technischer Komplexität auf die Unterscheidung von URIs und URLs verzichtet. Dadurch können Probleme wie Broken Links auftreten:
- Die Suche nach relevanten Informationen zu einem bestimmten Themengebiet erweist sich mit herkömmlichen Suchmaschinen als schwierig.
- Werden URLs geändert, so hat man keinerlei Informationen darüber, unter welcher URL das Dokument nun zu finden ist, wenn an der alten Stelle kein Verweis/keine Weiterleitung (redirect) auf die neue URL existiert.
- Herkömmliche Suchmaschinen suchen nicht innerhalb lizenzierter Dokumente, da man hierfür bestimmte Zugriffsrechte benötigt. Wenn man aber eigentlich ein solches Zugriffsrecht besitzt, kann man die Informationen innerhalb der lizenzierten Dokumente nicht finden, da man eine Suchmaschine benutzen muss.

## Auflösungsmechanismus
Bei einer Anfrage über OpenURL werden für das Suchergebnis nicht nur der eingegebene Suchtext, sondern auch Informationen über den Benutzer an den Linkresolver geschickt. Dieser kann die Zugriffsrechte überprüfen und den Zugriff dementsprechend verwalten. Besitzt der Benutzer die entsprechenden Rechte, so sendet der Server eine URL mit dem derzeitigen Standort zurück.